# Vaudringhem
Vaudringhem (niederländisch Woudringem) ist eine französische Gemeinde mit 488 Einwohnern (Stand: 1. Januar 2022) im Département Pas-de-Calais in der Region Hauts-de-France. Sie gehört zum Arrondissement Saint-Omer und zum Kanton Lumbres. Die Einwohner werden Vaudringhemois genannt.

## Geographie
Vaudringhem liegt etwa 18 Kilometer südwestlich von Saint-Omer. An der nordwestlichen Gemeindegrenze verläuft das Flüsschen Bléquin. Die Gemeinde gehört zum Regionalen Naturpark Caps et Marais d’Opale.
Umgeben wird Vaudringhem von den Nachbargemeinden Nielles-lès-Bléquin im Norden, Wismes im Osten, Thiembronne im Süden, Campagne-lès-Boulonnais im Südwesten sowie Ledinghem im Westen.

## Bevölkerungsentwicklung
| Jahr                       | 1962 | 1968 | 1975 | 1982 | 1990 | 1999 | 2006 | 2013 |
| Einwohner                  | 376  | 377  | 390  | 404  | 391  | 372  | 441  | 513  |
| Quellen: Cassini und INSEE |      |      |      |      |      |      |      |      |

## Sehenswürdigkeiten
- Kirche Saint-Léger aus dem 18. Jahrhundert

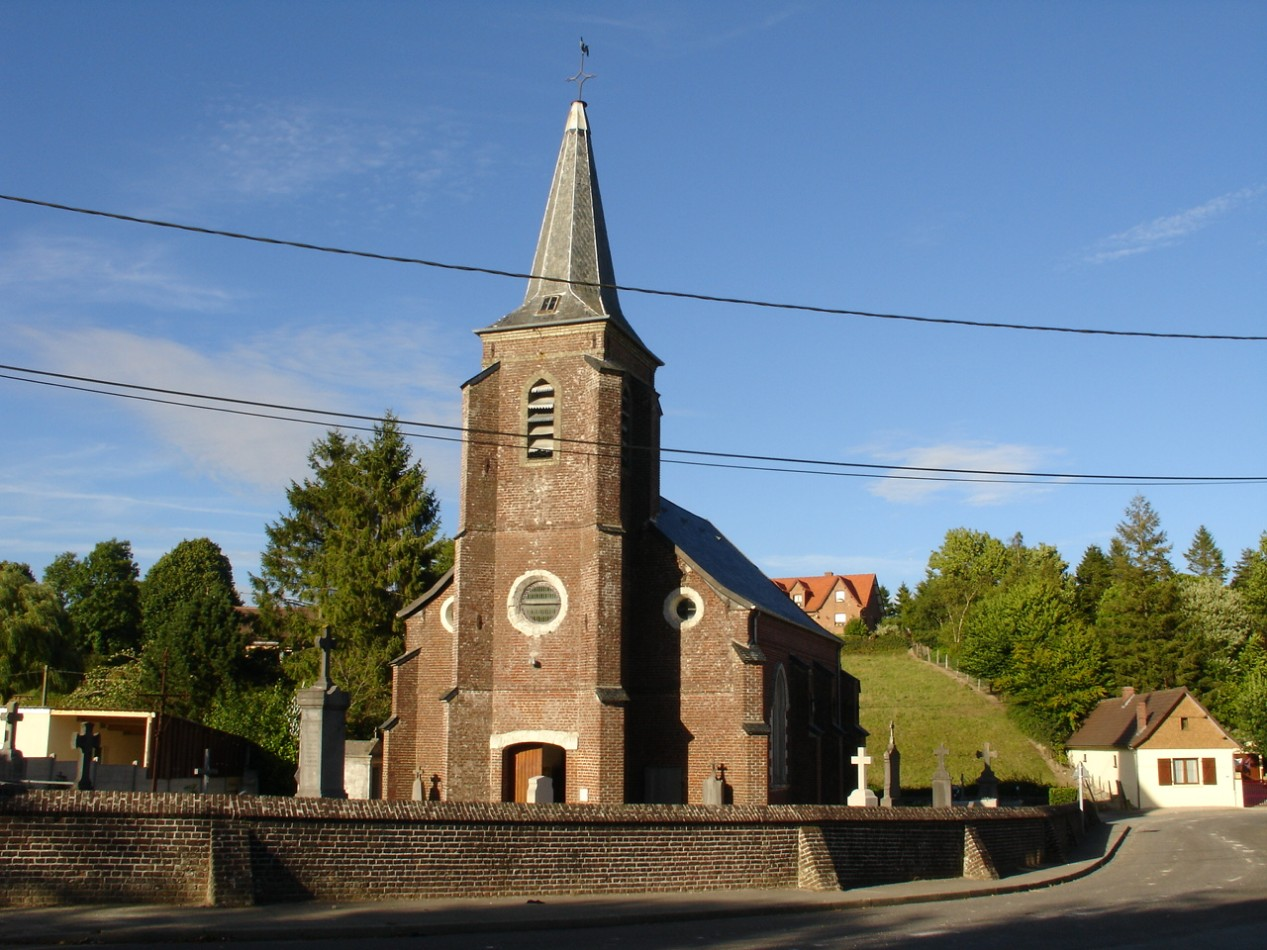
Kirche Saint-Léger